# Наха Мінт Мукнасс
Наха Мінт Хамді ульд Мукнасс (араб. الناهة بنت مكناس (10 березня 1969 , Нуакшот )) — мавританська політична і державна діячка. Лідерка пропрезидентської партії «Спілка за демократію та прогрес». Чинна міністерка торгівлі, промисловості та туризму з серпня 2020 року. У минулому — міністерка закордонних справ та співробітництва Мавританії (2009—2011), міністерка торгівлі, промисловості та туризму (2014—2018), міністерка національної освіти та професійного навчання (2018—2019), міністерка водних ресурсів та санітарії (2019—2020). Перша жінка, яка очолила міністерство закордонних справ, не тільки в історії своєї країни, а й усього арабського світу.

## Життєпис
Народилася 10 березня 1969 року в Нуакшоті. Її батько Хамді ульд Мукнасс (1932—1999) обіймав посаду міністра закордонних справ в уряді Моктар ульд Дадда і в 1993 році заснував партію «Спілка за демократію і прогрес» (UDP).
Закінчила національний ліцей для дівчаток у Нуакшоті (Lycée national de Nouakchott) у 1977 році. Після закінчення ліцею вивчала медицину в Дакарі. Постійні протести студентства у Сенегалі призвели до кількох «порожніх років». Стурбована своїм майбутнім, Наха поїхала з Сенегалу до Франції і вступила у Вищий інститут управління (ISG) у XVI окрузі Парижа. 1986 року здобула бакалаврський ступінь. У 1994 році отримала диплом про спеціальну вищу освіту 3-го циклу (DESS). Стажувалася 6 місяців у французькому банку Crédit Commercial de France CCF), що нині входить до британського фінансового конгломерату HSBC. Відмовилася від роботи в банку CCF і повернулася до Мавританії.
У 1994—1996 роках — керівниця на заводі з розливу «Кока-кола» в Мавританії.
Після смерті батька 2000 року обрана президенткою партії «Спілка за демократію та прогрес» (UDP).
У 2000—2001 роках — радниця президента Маауя Тая, в 2001—2005 роках — радниця-посланниця (minister conseiller) при президенті Тая до його повалення в результаті  державного перевороту.
За результатами парламентських виборів 2006 року обрана депутаткою Національних зборів.
Після президентських виборів 2009 року, 12 серпня отримала портфель міністра закордонних справ у другому уряді Мулає ульд Мухаммед Лагдафа. Єдина жінка у сформованому Лаграфом уряді.
За результатами парламентських виборів 2013 року обрана депутаткою Національних зборів Мавританії.
З серпня 2014 року по 11 червня 2018 року — міністр торгівлі, промисловості та туризму в уряді Ях'ї ульд Хадеміна, з 11 червня по жовтень 2018 року — міністр соціальних справ, у справах дітей та сім'ї в тому ж уряді.
З жовтня 2018 по березень 2019 року — міністр національної освіти та професійного навчання в уряді Мохамеда Салема ульд Башира.
З березня 2019 по серпень 2020 року — міністр водних ресурсів і санітарії в уряді Ісмаїла ульд Бедда ульд Шейх Сідійя.
З серпня 2020 року — міністр торгівлі, промисловості та туризму в уряді Мухаммеда ульд Білала.
Володіє арабською, французькою та англійською мовами.